# Liste des résolutions du Conseil de sécurité des Nations unies adoptées en 1976
Les résolutions du Conseil de sécurité des Nations unies sont les décisions qui sont votées par le Conseil de sécurité des Nations unies.
Une telle résolution est acceptée si au moins neuf des quinze membres (depuis le 17 décembre 1963, 11 membres avant cette date) votent en sa faveur et si aucun des membres permanents qui sont la Chine, les États-Unis, la France, le Royaume-Uni et l'Union soviétique (la Russie depuis 1991) n'émet de vote contre (qui est désigné couramment comme un veto).

## Résolutions 386 à 402
- Résolution 385 : Namibie (adoptée le 30 janvier 1976).
- Résolution 386 : Mozambique-Rhodésie du Sud (adoptée le 17 mars 1976).
- Résolution 387 : Angola-Afrique du Sud (adoptée le 31 mars 1976).
- Résolution 388 : Rhodésie du Sud (adoptée le 6 avril 1976).
- Résolution 389 : Timor oriental (adoptée le 22 avril 1976).
- Résolution 390 : Israël-République arabe syrienne (adoptée le 28 mai 1976).
- Résolution 391 : Chypre (adoptée le 15 juin 1976).
- Résolution 392 : Afrique du Sud (adoptée le 19 juin 1976).
- Résolution 393 : Afrique du Sud-Zambie (adoptée le 30 juillet 1976).
- Résolution 394 : nouveau membre : Seychelles (adoptée le 16 août 1976 lors de la 1952e séance).
- Résolution 395 : Grèce-Turquie (adoptée le 25 août 1976).
- Résolution 396 : Égypte-Israël (adoptée le 22 octobre 1976).
- Résolution 397 : nouveau membre : Angola (adoptée le 22 novembre 1976 lors de la 1974e séance).
- Résolution 398 : Israël-République arabe syrienne (adoptée le 30 novembre 1976).
- Résolution 399 : nouveau membre : Samoa (adoptée le 1er décembre 1976 lors de la 1977e séance).
- Résolution 400 : élection du Secrétaire Général (adoptée le 7 décembre 1976).
- Résolution 401 : Chypre (adoptée le 14 décembre 1976).
- Résolution 402 : Lesotho-Afrique du Sud (adoptée le 22 décembre 1976).